# Jota Carajota
Jota Carajota, nombre artístico de Juan José Torres, es una drag queen, cantante, compositora, actriz y artista multidisciplinar española, conocida por su participación en la segunda temporada de Drag Race España.

## Primeros años
Jota Carajota nació en Jerez de la Frontera en 2002, desarrolló toda su infancia haciendo teatro hasta los 17 años que se mudó a Madrid. Con 14 años fundó su primer grupo musical Queens Yeyés con el que lanzaron tres sencillos: ‘’Mi peluca en Saturno", "Eres una Marciana" y "Ardiendo en el Espacio” 
El grupo tuvo una buena acogida en la provincia gaditana y estuvieron en activo hasta el 2019
En 2020 se mudó a vivir a un piso en Malasaña, Madrid. Comenzó su propia fiesta “Dragonas party” y empezó su propio show en sala Maravillas.
Después de su participación de Drag Race y las 97 funciones del hotel de las reinas lanzó su primer sencillo en solitario “Te voy a Abandonar” junto a La Prohibida. Más tarde lanzó “Achilipunk” y “Matar por Matar”

## Carrera
Jota Carajota fue responsable en su adolescencia de fundar el grupo de música rock Queens Yeyés, así como de colaborar en la organización del I Festival Drag de Andalucía.
En 2022 pasó a competir en la segunda temporada de Drag Race España. Finalmente fue la cuarta eliminada de la temporada, al ser derrotada en una batalla de lip sync por su compañera de la competición Juriji der Klee con la canción «Baloncesto», de la también artista drag La Prohibida. Durante su estancia en el programa hizo historia al ser la concursante más joven de la franquicia Drag Race hasta ese momento.
El 17 de febrero de 2023 lanzó junto a la artista drag La Prohibida el videoclip «Te voy a abandonar». En mayo de ese mismo año fue entrevistada en el podcast Gitanos, presentado por Joaquín López Bustamante y Manuel Moraga.
En 2024 actuó en el cortometraje Ministerio de Asuntos Oníricos, junto a Mercè Martínez, dirigido por su amigo Roc Gussinyer y producido por Escac Films. 

## Vida personal
Además de gitana y folclórica, Jota Carajota se autodefine como una persona trans no binaria y  bisexual.

## Filmografía

### Televisión
| Año  | Título           | Papel       | Notas       |
| ---- | ---------------- | ----------- | ----------- |
| 2021 | First Dates      | Invitado    | 1 episodio  |
| 2022 | Drag Race España | Concursante | 5 episodios |
| 2022 | Tras la carrera  | Eliminada   | 1 episodio  |

### Cine
| Año  | Título                         | Papel | Notas        |
| ---- | ------------------------------ | ----- | ------------ |
| 2024 | Ministerio de Asuntos Oníricos | Morfi | Cortometraje |

## Discografía

### Sencillos
| Año  | Título                                |
| ---- | ------------------------------------- |
| 2023 | «Te voy a abandonar» con La Prohibida |